# Gioan Lữ Bồi Sâm
Gioan Lữ Bồi Sâm (sinh 1966, tiếng Trung:呂培森, tiếng Anh:John Lu Pei-sen) là một giám mục người Trung Quốc của Giáo hội Công giáo Rôma. Ông hiện giữ chức vụ Giám mục chính tòa Giáo phận Duyện Châu.

## Tiểu sử
Giám mục Sâm sinh ngày 7 tháng 8 năm 1966 tại Trung Quốc. Sau khoảng thời gian dài tu học, ngày 17 tháng 12 năm 1989, ông được thụ hong chức vị linh mục. Nhận thấy giáo phận Duyện Châu trống tòa từ năm 2005, sau cái chết của Giám mục Tôma Triệu Phượng Ngô, Tòa Thánh cắt cử linh mục Gioan Lữ Bồi Sâm làm Giám mục chính tòa tiếp theo của giáo phận này. Lễ tấn phong cho tân giám mục được cử hành ngày 20 tháng 5 năm 2011.